# Ornithidium heterobulbon
Ornithidium heterobulbon är en orkidéart som beskrevs av Friedrich Fritz Wilhelm Ludwig Kraenzlin. Ornithidium heterobulbon ingår i släktet Ornithidium och familjen orkidéer.
Artens utbredningsområde är Colombia. Inga underarter finns listade i Catalogue of Life.